# Wieblitz-Eversdorf
Wieblitz-Eversdorf – dzielnica miasta Salzwedel w Niemczech, w kraju związkowym Saksonia-Anhalt, w powiecie Altmarkkreis Salzwedel.
Do 31 grudnia 2010 gmina wchodząca w skład wspólnoty administracyjnej Salzwedel-Land.